# سلعاتا
سلعاتا هي إحدى القرى اللبنانية من قرى قضاء البترون في محافظة الشمال.